# Lipson
Lipson is een plaats in de Australische deelstaat Zuid-Australië.